# 역사적 좌파
좌파 진영 (이탈리아어: Sinistra), 후대의 명칭인 역사적 좌파(이탈리아어: Sinistra storica, 옛 좌파)는 19세기 말 이탈리아의 자유주의, 개혁주의 성향의 의원 모임을 말한다. '민주파'나 '각료파'라는 명칭으로도 알려졌으며, '역사적 좌파'라는 표현은 20세기 좌익 진영과의 구분을 위해 역사학계에서 사용되는 표현이다. 1870년대부터 1910년대 초에 해산될 때까지 이탈리아 왕국의 정계를 지배했던 대표적인 진영 중 하나였다.
반대진영에 해당되는 우파와는 정반대로 좌파 진영은 이탈리아 북부와 남부의 중산층, 도시의 부르주아 계층, 영세사업가, 언론인과 학계를 대표하는 의원 연합이었으며, 참정권의 확대와 어린이를 위한 공립학교 정책을 지지했다. 우파 진영에서 추진하는 고세율 정책에도 반대하였다. 1890년대 이후로 좌파 진영은 파업과 시위 진압을 옹호하고, 아프리카에서의 공격적인 식민주의 정책 추진 등 이전보다 보수 성향을 띄게 되었다.

## 역사

### 결성과 확대

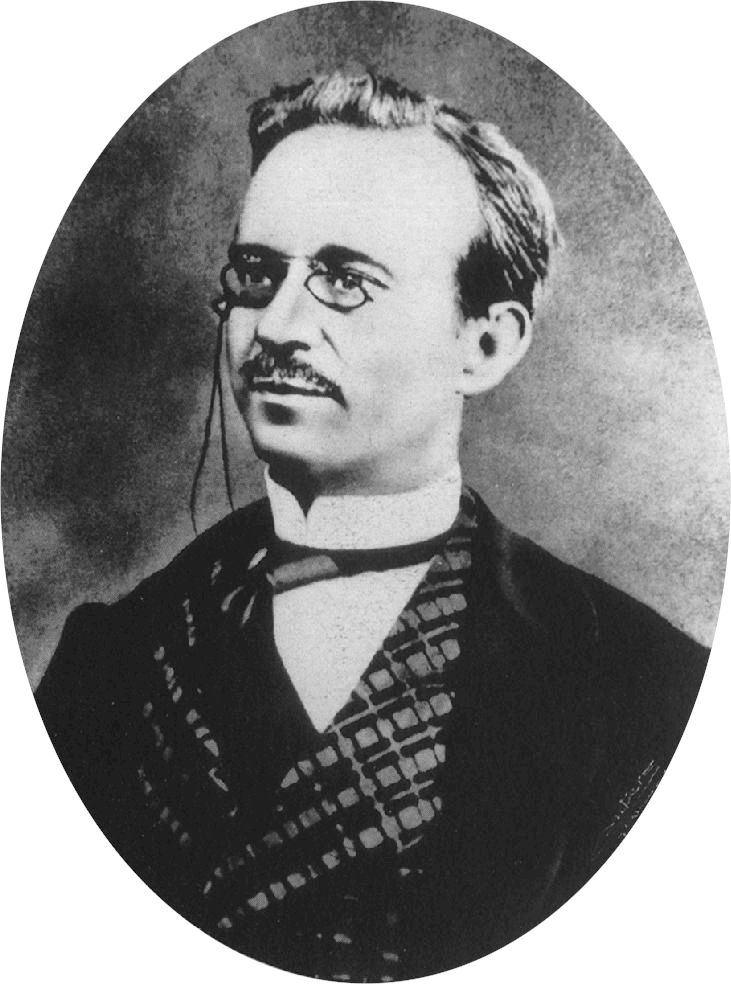
우르바노 라타치

좌파 진영의 유래는 사르데냐 왕국 의회의 의원모임으로 거슬러 올라간다. 당시 좌파 진영은 다첼리오 후작이 이끌던 우익 정부에 대한 야당 세력으로서 활동하였다. 현대 정치에서 볼 수 있는 어떤 정당으로 조직된 것이 아니라 단순히 다음의 두 파벌로 나뉜 야당 세력에 불과했다.
- 중도파 (다수파): 우르바노 라타치가 이끌었으며 의원내각제를 지지했고, 이탈리아 통일에 대해 실용적이었으며 우파 진영의 카보우르 백작과의 협력을 지지했다.[9][10]
- 급진파 (소수파): 주세페 가리발디가 이끌었으며 강력한 내셔널리즘, 민주주의, 공화주의 성향을 보였다.[11]

라타치와 카보우르는 협력을 강화하면서도 다첼리오를 실각시키기 위한 음모를 꾸몄다. 1851년 프랑스에서 나폴레옹 대통령의 친위 쿠데타가 발생하자, 우리 정부도 똑같은 결정을 내리고 있다는 루머가 나돌면서 1852년 다첼리오 정권은 실각하게 된다. 최종목표를 달성한 카보우르와 라타치는 각각 총리와 하원의장이 되었다. 좌우파 간의 이례적인 연합은 보수 야당으로부터 "라타치와 카보우르의 결혼" (Connubio Rattazi-Cavour)이라며 조롱의 대상이 되었다.
하지만 1855년 크림 전쟁에 대한 사르데냐 왕국의 개입 문제를 놓고 라타치는 반대 입장을 보였고 좌파-우파 연합은 분열 조짐을 드러냈다. 1858년 프랑스 황제가 된 나폴레옹 3세가 카보우르에게 압력을 가하는 사건이 벌어지자, 라타치는 이탈리아 통일에 너무 국수주의적이고 비타협적이라는 이유로 내무장관직에서 사임해야 했다. 카보우르는 이탈리아 통일 문제가 사르데냐-피에몬테 왕국의 영토 확장이라는 시각으로 해석하고 있었다. 정부요직에서 배제되었음에도 불구하고, 라타치가 이끄는 좌파 진영은 이탈리아 국왕의 정부인 로사 베르첼라나와의 친분 덕에 비토리오 에마누엘레 2세 국왕의 지지를 빠르게 확보할 수 있었다.
이탈리아 통일이 완수된 1860년대 좌파 진영은 야당에 머물렀으나, 시대의 격변은 진영 내부에도 반영되어 세가지 파벌로 나뉘는 계기로 작용하였다.
- 제3당파: 우르바노 라타치가 이끌었으며 자유주의와 온건진보주의 성향의 파벌이었다.[16]
- 범중도파: 아고스티노 데프레티스와 아고스티노 베르타니가 이끌었으며 우파에 대해 양면적이고 입헌주의와 근대화를 지지하였으나 군주제는 유지하자는 성향을 보였다.[17][18]
- 비타협파: 프란체스코 크리스피가 이끌었으며 전 행동당 당원들이 중심이 되었다. 좌파 포퓰리즘에 가까운 공화주의를 지지하였다.[19]

### 데프레티스와 카이롤리

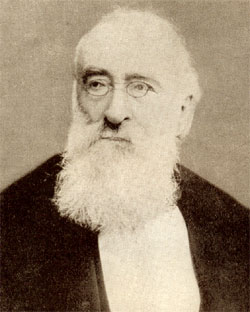
아고스티노 데프레티스

1873년 라타치 사후 아고스티노 데프레티스가 좌파 진영의 지도권을 넘겨받았다. 데프레티스는 1862년 라타치의 좌우파 공동 내각에서 공공사업장관을 잠시 역임한 바 있다. 데프레티스는 우파와의 협력을 다음과 같이 정당화하였다.
우리는 다수파가 계속해서 불변하는 모습을 놔둘 수 없다 [...]. 사상은 행동과 함께 성장하고, 과학이 발전하고 세상이 움직이는 것처럼 정당도 변화에 나선다. 그들 또한 운동의 법칙과 변혁의 발생을 거친다.
데프레티스의 발언은 어떠한 이상보다는 기회에 따라 동기를 부여함으로써 정치파벌의 끊임없는 변화를 보인다는 '트라스포르미스모' (Trasformismo, 변혁주의) 현상의 기반이 되었다.
1876년 우파 진영의 마르코 밍게티 총리는 철도 국유화 정책에 반대하는 좌파 진영의 데프레티스와 우파 진영의 자유방임주의자 파벌 간의 협의로 의회로부터 불신임을 받아 실각하였다. 비토리오 에마누엘레 2세 국왕은 우파의 의회 신임이 불가능한 상황을 확인하고 데프레티스를 총리로 지명하여 좌파 단독 정부를 구성하게 했다. 1876년 11월 실시된 이탈리아 총선은 좌파 진영이 득표율 56%을 확보하며 안정적인 의석수를 가져다주었다. 데프레티스 내각은 세제 개혁을 단행하고 보수적인 프랑스와 오스트리아-헝가리에 대항하여 이탈리아와 독일의 동맹을 추진하였으나, 농업산업통상부 폐지 결정에 따른 거센 비판 여론을 이기지 못하고 1877년 진영 내 경쟁자였던 베네데토 카이롤리에게 총리직을 넘겨주게 되었다.
실용주의자였던 데프레티스와 달리, 카이롤리는 변혁주의의 강경 반대파였으며 이탈리아의 영토회복을 지지하고 친프랑스 성향을 보였다. 카이롤리 내각은 1878년 베를린 회의에서 유럽 강대국들에게 고립된 모습과 더불어, 움베르토 1세 국왕에 대한 암살 시도 사태를 겪었으며, 9개월도 채 되지 않은 집권기 끝에 실각하였다. 그러나 뒤이어 수립된 데프레티스 내각 역시 8개월간 존속하며 실각하였고, 카이롤리는 데프레티스의 지지를 받으며 새 내각을 수립하였다. 1880년 이탈리아 총선에서는 좌파가 승리하였으나 1881년 프랑스의 튀니스 정복을 막지 못하면서 여론이 들끓었고, 카이롤리는 좌우파 진영 모두에게서 인기를 잃는 정치적 몰락을 겪게 되었다.

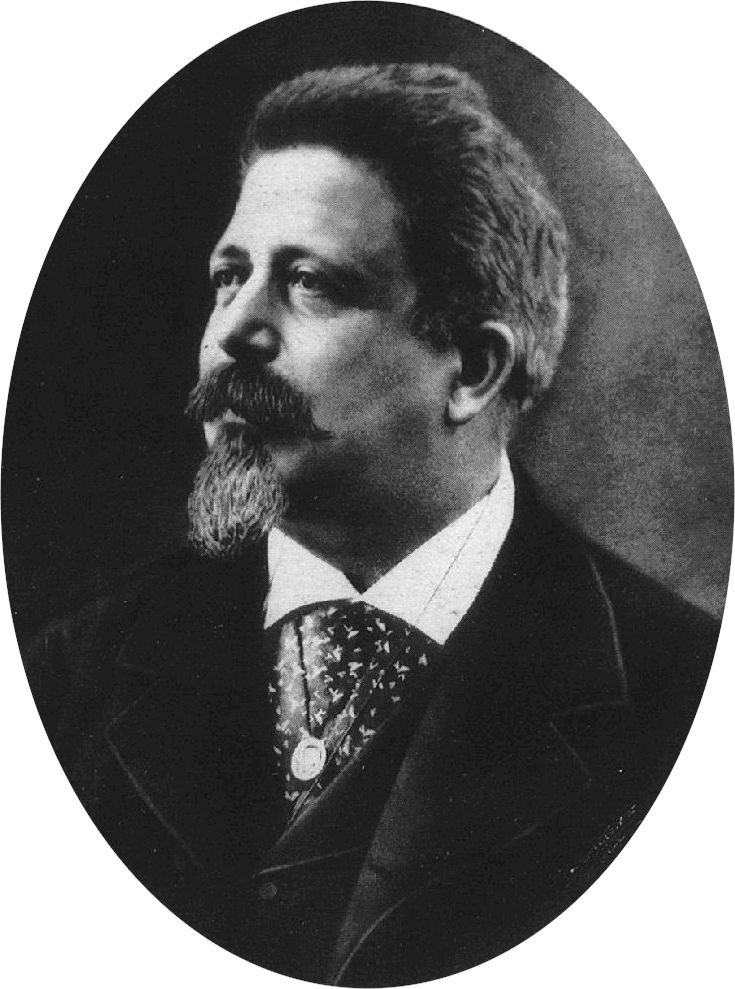
베네데토 카이롤리

카이롤리의 몰락은 데프레티스에게 문을 열어주었고, 새 내각의 총리로서 임명되었다. 그 후 1881년부터 1887년까지 6년간 집권한 데프레티스의 좌파 내각은 교육 수준이 낮은 국민들에게도 참정권을 보장하는 남성보통선거제를 실시하고, 섬유와 철강 산업 발전을 위해 보호무역주의를 채택하는 등 일련의 성공을 거두었다. 대외적으로는 여러 문제에 직면하였는데, 특히 독일과의 삼국 동맹에 공동으로 가입하면서 이탈리아의 국제적 고립을 끝냈으나, 동시에 이탈리아를 경계하던 오스트리아와의 외교관계 악화를 겪었다.
내부적으로는 주세페 차나르델리와 프란체스코 크리스피가 이끄는 급진-진보 좌파와의 단절과 직면하였는데, 이들은 다른 반대파들을 규합하여 오두정치파 (지도자가 5인이라는 의미에서 명명)를 결성하고, 극좌파 진영과 동맹을 맺었다. 이러한 움직임에 다수파 좌파는 변혁주의를 완전히 수용하고 우파 진영을 내각으로 불러들일 수밖에 없었다. 이와 더불어 1887년 도갈리 전투에서 이탈리아군이 패배하면서 아프리카에 식민 제국을 전개해 나가려던 대외 확장 정책도 좌절을 맞이했다. 1886년 이탈리아 총선에서 승리하였음에도 불구하고 좌파 진영은 변혁주의 운동이 시들해지면서 지지 확보에 어려움을 겪었으며, 우파 진영의 기회주의적인 정치인 다수가 자유입헌당에 입당하면서 데프레티스 총리로서는 크리스피, 차나르델리와 합의를 보아야 하는 상황에 놓이게 되었다.

### 크리스피와 졸리티

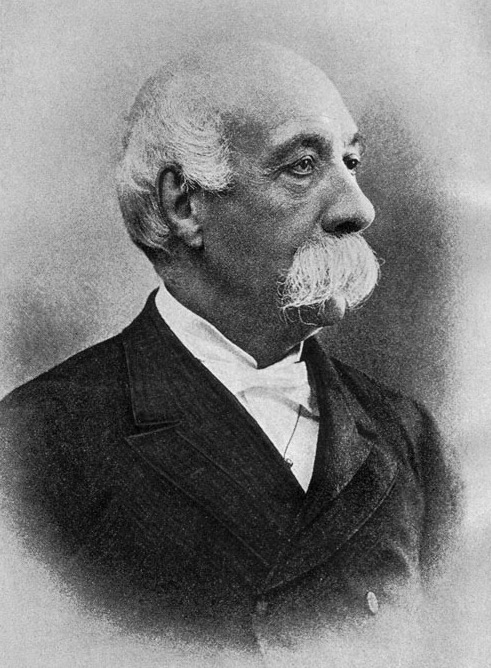
프란체스코 크리스피

1887년 다년간 재임한 데프레티스 총리가 임기 중 사망하면서 차나르델리와 크리스피가 후대 총리 후보로 떠올랐다. 움베르토 1세 국왕은 급진파인 크리스피를 총리로 임명하였는데, 진보파인 차나르델리보다 독일과의 동맹을 지지하는 성향이었기 때문이다. 크리스피 내각은 내부적으로는 사법 제도를 개혁하여 행정 남용을 금하는 법안을 추진하고, 당시 법무장관이던 차나르델리의 이름을 딴 차나르델리법을 도입하였으며, 지방 유권자의 참정권을 확대하고, 정부에 더 많은 행정 권한을 부여하는 한편, 여러 부처에 차관직을 신설하고 고등 보건 위원회를 수립했다. 크리스피 총리는 데프레티스보다 더욱 좌파 성향이었음에도 불구하고 강력한 내셔널리즘 성향이기도 하였으며, 독일 총리 오토 폰 비스마르크와 친독일 성향의 움베르토 2세 국왕과도 급속히 가까운 사이가 되었다. 크리스피 총리는 이탈리아어권을 하나의 국가로 통일하기를 바랐으며, 독일 장군 알프레트 폰 발더제에게 오스트리아의 트렌티노와 프랑스의 니스를 합병하려는 야망을 밝히기도 했다. 이러한 성과에도 불구하고 크리스피 내각은 1891년 국가예산 지출 삭감과 도(道) 통폐합 시도에 나섰다가 많은 의원들의 반발에 부딪히고 실각하였다.

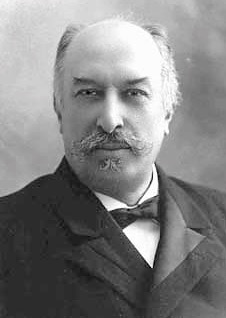
조반니 졸리티

크리스피 총리가 일시적으로 고립되던 시기, 전 재무장관 조반니 졸리티가 좌파 진영의 지도부를 장악하였다. 내셔널리즘을 따랐던 크리스피와는 달리 졸리티는 차나르델리처럼 자유주의 성향이었으며 식민주의와 군사력 증강에 반대하였다. 1892년 루디니 후작이 이끄는 보수 내각이 실각하자 졸리티가 신임총리로 임명되어 새 내각을 꾸렸다. 졸리티 총리는 누진세를 도입하고 조직적인 정당 설립을 통해 변혁주의의 근절을 시도하였다. 졸리티 내각은 9개월간 안정적인 집권기를 유지하였으나 1893년 1월 로마 은행 스캔들이 터지면서 졸리티 총리와 크리스피를 비롯한 좌파 진영 정치인들이 연루되면서 고비를 맞이하였다. 수개월간의 논란 끝에 졸리티는 1893년 12월 사임했다.
짧은 공백기를 거쳐 로마 은행 스캔들에 연루되었던 크리스피가 총리로 재임명됐다. 크리스피 내각의 첫 조치는 경제 위기에 대처하기 위해 소득세, 토지세, 염세, 국채세와 국가 재정지출의 삭감하는 것이었다. 한편으로 크리스피 총리는 과거 본인의 좌파 성향에도 불구하고 지지세를 확보해 나가던 이탈리아 사회당을 경계하게 되었는데, 파시 시칠리아니의 노동시위를 진압한 뒤 선거법을 개정하여 문맹이 아닌 시민에게만 투표권을 부여함으로서 80만 명의 유권자를 선거에서 배제하는 조치를 취했다. 동시에 크리스피는 아프리카의 식민지 확대 정책을 추진하여 소말릴란드와 에리트레아 확보를 공고히 하고, 1894년 제1차 아비시니아 전쟁을 시작함으로써 여론의 지지를 되찾으려 했다.
이탈리아의 아프리카 원정은 처음에는 승리하는 듯 보였으나 1895년 암바알라기, 1896년 아두와 전투에서 참패하면서 망신을 당했다. 아두와 전투에서의 패배를 계기로 크리스피 정권은 종지부를 찍고 크리스피는 총리직을 사임해야 했다. 크리스피의 사임과 더불어 로마 은행 스캔들로 대다수 의원들이 타격을 입으면서 좌파진영도 종말에 접어들었다.  좌파 진영에서 살아남은 의원들은 의회 내에서 졸리티가 이끌던 각료모임에 합류하였으며, 졸리티는 1913년 자유연합을 창당하면서 우파와의 통합을 실현하였다.

## 선거 결과
| 하원      |                    |      |           |     |                       |
| 선거 연도 | 득표수             | %    | 의석수    | +/– | 지도자                |
| 1861년    | 48,875표 (2위)     | 20.4 | 62 / 443  | –   | 우르바노 라타치       |
| 1865년    | 98,708표 (2위)     | 35.2 | 156 / 443 | 94  | 우르바노 라타치       |
| 1867년    | 126,202표 (1위)    | 43.0 | 225 / 493 | 69  | 우르바노 라타치       |
| 1870년    | 92,499표 (2위)     | 28.8 | 195 / 493 | 30  | 우르바노 라타치       |
| 1874년    | 150,119표 (2위)    | 46.4 | 232 / 508 | 37  | 아고스티노 데프레티스 |
| 1876년    | 243,319표 (1위)    | 70.2 | 424 / 508 | 182 | 아고스티노 데프레티스 |
| 1880년    | 146,096표 (1위)    | 40.7 | 218 / 508 | 196 | 아고스티노 데프레티스 |
| 1882년    | 695,147표 (1위)    | 56.8 | 289 / 508 | 71  | 아고스티노 데프레티스 |
| 1886년    | 804,187표 (1위)    | 57.5 | 292 / 508 | 3   | 아고스티노 데프레티스 |
| 1890년    | 1,165,489표 (1위)  | 78.9 | 401 / 508 | 109 | 프란체스코 크리스피   |
| 1892년    | 1,075,244 표 (1위) | 63.5 | 323 / 508 | 78  | 조반니 졸리티         |
| 1895년    | 713,812표 (1위)    | 58.6 | 334 / 508 | 11  | 프란체스코 크리스피   |
| 1897년    | 799,517 표 (1위)   | 64.3 | 327 / 508 | 7   | 조반니 졸리티         |
| 1900년    | 663,418표 (1위)    | 52.3 | 296 / 508 | 31  | 조반니 졸리티         |
| 1904년    | 777,345표 (1위)    | 50.9 | 339 / 508 | 43  | 조반니 졸리티         |
| 1909년    | 995,290표 (1위)    | 54.4 | 336 / 508 | 3   | 조반니 졸리티         |

## 참고 문헌
- Cammarano, Fulvio (2011).  Laterza, 편집. 《Storia dell'Italia liberale》. Gius.Laterza & Figli Spa. ISBN 9788842095996.
- Giordano, Giancarlo (2008).  Aracne, 편집. 《Cilindri e feluche. La politica estera dell'Italia dopo l'Unità》. Aracne. ISBN 9788854817333.
- Duggan, Christopher (2000).  Laterza, 편집. 《Creare la nazione. Vita di Francesco Crispi》. Editori Laterza. ISBN 9788842062196.
- Giolitti, Giovanni (1952).  Einaudi, 편집. 《Discorsi extraparlamentari: saggio introduttivo di Nino Valeri》.
- Gori, Annarita (2014).  Franco Angeli, 편집. 《Tra patria e campanile. Ritualità civili e culture politiche a Firenze in età giolittiana》. FrancoAngeli. ISBN 9788891707505.
- Baranski, Zygmunt G.; West, Rebecca J. (2001).  CUP, 편집. 《The Cambridge Companion to Modern Italian Culture》. Cambridge University Press. ISBN 9780521550345.

## 참고 자료
1. 1 2  Di Mauro, Luca. “Agostino Depretis e il trasformismo della Sinistra storica”. 《Oilproject》. 2018년 2월 25일에 확인함.
2. ↑  Sarti, Roland (2009).  Infobase Publishing, 편집. 《Italy: A Reference Guide from the Renaissance to the Present》. Infobase. 369쪽. ISBN 9780816074747.
3. ↑  Wörsdörfer, Rolf (2015). 〈Koloniale Latecomers und Antikriegspolitik: SPD und PSI von den „Hottentottenwahlen“ bis zum Parteitag in Reggio Emilia (1907-1912)〉 (PDF). 《Hundert Jahre Basler Friedenskongress (1912-2012). Die erhoffte "Verbrüderung der Völker"》. 133쪽.
4. ↑  “La politica interna della sinistra”. Istituto Luigi Sturzo. 2018년 4월 29일에 원본 문서에서 보존된 문서. 2017년 4월 2일에 확인함.
5. ↑  La politica di conquista coloniale di Crispi 보관됨 2020-02-22 - 웨이백 머신 {, Christopher Duggan, History Today, February 1, 2002
6. ↑  “Sinistra storica italiana”. 《Dizionario di Storia》. 2011.
7. ↑  Mascilli Migliorini, Luigi (1979).  Guida, 편집. 《La sinistra storica al potere: sviluppo della democrazia e direzione dello Stato, 1876-1878》.
8. ↑  Mercurio, Grazia; De Iesu, Michela (2010).  Edipress, 편집. “La Sinistra al potere”. 《Storia e attualità dal 1800 ai nostri giorni》. ISBN 9788889142615.
9. ↑  Romeo, Rosario (2004).  Laterza, 편집. 《Vita di Cavour》. Laterza. 213쪽. ISBN 9788842074915.
10. ↑  Monsagrati, Giuseppe (1999). “Giuseppe Garibaldi”. 《Dizionario Biografico degli Italiani》 52.
11. ↑  Hearder, Harry (1994). 《Cavour. Un europeo piemontese》. Laterza. 74쪽.
12. ↑  “Discorsi parlamentari del conte Camillo di Cavour, raccolti e pubblicati per ordine della Camera dei Deputati” 4. Chamber of Deputies of Italy. 1865. 355면.
13. ↑  Spadolini, Giovanni (1993).  Longanesi, 편집. 《Gli uomini che fecero l'Italia》. 359쪽.
14. ↑  Vv.Aa (2010).  Gangemi, 편집. 《Giuseppe Garibaldi due secoli di interpretazioni》. Gangemi Editore spa. ISBN 9788849292640.
15. ↑  Malandrino, Corrado (2016). “Urbano Rattazzi”. 《Dizionario Biografico degli Italiani》 86.
16. ↑  Romanelli, Raffaele (1993). “Agostino Depretis”. 《Dizionario Biografico degli Italiani》 39.
17. ↑  Di Porto, Bruno (1967). “Agostino Bertani”. 《Dizionario Biografico degli Italiani》 9.
18. ↑  Fonzi, Fausto (1984). “Francesco Crispi”. 《Dizionario Biografico degli Italiani》 30.
19. ↑  Cammarano (2011), 91쪽.
20. ↑  Banti, Alberto Mario (1997).  Donzelli, 편집. 《Storia contemporanea》. Donzelli Editore. 656쪽. ISBN 9788879893459.
21. ↑  Giordano (2008), 190–191쪽.
22. ↑  Cammarano (2011), 77쪽.
23. ↑  Pinto, Paolo (2002).  Piemme, 편집. 《Il Savoia che non voleva essere re》. 108쪽.
24. ↑  Cammarano (2011), 215–216쪽.
25. ↑  Cammarano (2011), 101쪽.
26. ↑  Cammarano (2011), 88–89쪽.
27. ↑  Giordano (2008), 260–261쪽.
28. ↑  Rogger, Hans (1965).  UC Press, 편집. 《The European Right: an Historical Profile》. University of California Press. 214쪽.
29. ↑  Cammarano (2011), 94쪽.
30. ↑  Giordano (2008), 270쪽.
31. ↑  Cammarano (2011), 98쪽.
32. ↑  Duggan (2000), 593–595쪽.
33. ↑  Duggan (2000), 615쪽.
34. ↑  Duggan (2000), 612–616쪽.
35. ↑  Duggan (2000), 606–607쪽.
36. ↑  Duggan (2000), 673–674쪽.
37. ↑  Duggan (2000), 727–730쪽.
38. ↑  Baranski & West (2001), 44쪽.
39. ↑  Giolitti (1952), 101쪽.
40. ↑  “Italy Has Her Scandal; Ex-Premier Crispi Said To Be Involved” (PDF). 《The New York Times》. 1893년 1월 27일.
41. ↑  Colarizi, Simona (2013년 1월 2일). 《Storia del Novecento italiano: Cent'anni di entusiasmo, di paure, di speranza》. ISBN 9788858640371.
42. ↑  Duggan (2000), 789–792쪽.
43. ↑  Duggan (2000), 852–854쪽.
44. ↑  Gori (2014), 105–107쪽.